# جيري ديفيس (حكم كرة قاعدة)
جيري ديفيس (بالإنجليزية: Gerry Davis)‏ هو حكم كرة قاعدة ‏ أمريكي، ولد في 22 فبراير 1953 في سانت لويس في الولايات المتحدة.